# M/S Stena Baltica
För andra betydelser, se M/S Stena Baltica (olika betydelser).
M/S Stena Baltica är ett RoPax-fartyg som går på linjen Norvik (Nynäshamn) - Ventspils för Stena Line. Fartyget tillhör den mycket långa serien av Ropax-fartyg från Visentini med mer än tjugo beställda fartyg.

## Historik
Fartyget levererades 2005 till Levantina Trasporti, Bari, Italien och sattes i trafik som M/S Mersey Viking för Norfolkline mellan Belfast och Birkenhead. 2010 övertog DFDS linjen och fartyget döptes om till M/S Mersey Seaways. Senare samma år övertogs linjen på nytt och nu av Stena Line. I augusti 2011 döptes fartyget om till M/S Stena Mersey. 2021 döptes fartyget om till Stena Baltica och förlängdes med 34m inför flytt till Östersjön. Hon är det åttonde fartyget som får namnet Stena Baltica 